# Robert Aubé
Pour les articles homonymes, voir Aubé.
Robert Aubé, né le 10 juin 1906 à Paris (Seine) et mort le 1er septembre 1993 à Nogent-le-Rotrou (Eure-et-Loir), est un homme politique français.

## Biographie
Robert Aubé est le fils du général de division des troupes coloniales, Henri Aubé.
Il est élu au Conseil de la République.